# Anténór
Anténór (řecky Αντήνωρ, latinsky Antenor) je v řecké mytologii znám jako rádce trojského krále.

## Biografie
Byl velmožem či šlechticem, vznešený Trójan, který ctil právo a spravedlnost. Snahu o jejich zachování vyvíjel i v těžké době, kdy princ Paris unesl Helenu, manželku spartského krále Meneláa. Řekové na přání Meneláa hodlali tuto urážku splatit válkou proti Tróji. Král Agamemnón však chtěl ještě udělat pokus o smír a do Tróje poslal vyjednávače, ithackého krále Odyssea a Meneláa. Ti měli žádat krále Priama o vrácení Heleny a náhradu škody. Paris ani ostatní Trójané však na tento návrh nepřistoupili.
V této záležitosti se angažoval velmi usilovně Anténór a důrazně žádal Trójany, aby požadavky Řeků splnili a tím odvrátili hrozbu velké ničivé války. Byl to také on, kdo u sebe ubytoval oba řecké vyjednávače.
Jeho všechny snahy byly marné, jeho moudré naléhání nebylo vyslyšeno. Tak začala trojská válka dlouhá deset let, na jejím konci bylo úplné vyplenění a zničení hrdého města Trója.